# 耶穌會紀念廣場

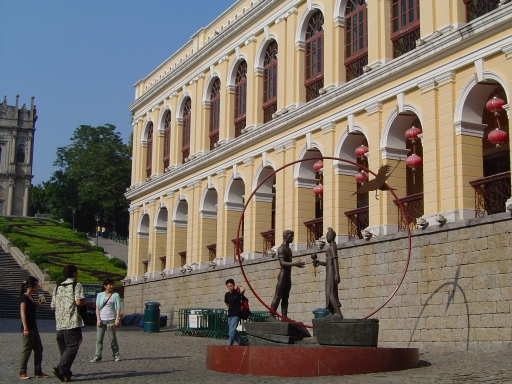
廣場上《男女與狗》中的「男女」，左為大三巴牌坊

耶穌會紀念廣場（葡萄牙語：Largo da Companhia de Jesus）是位於澳門大三巴牌坊前的廣場，連接大三巴街、大三巴巷、大三巴斜巷、大三巴右街。該廣場為紀念到澳門建立了聖保祿學院的耶穌會會士。現時廣場成了旅客参觀、澳門旅遊盛事、慶典，及外影拍攝場地之一。 耶穌會紀念廣場是由一組寬大的梯級，及鄰近四通八達的斜坡街道構成，其主題中心點是大三巴牌坊，北面設有天主教藝術博物館與墓室。其東面是柿山，山上設有澳門大炮台及澳門博物館。 廣場的西北面是大三巴哪吒廟。

## 事件
1994年，澳葡政府分別在廣場兩側豎立了中葡友好紀念物《男女與狗》，惟造型被批評為貶低中國人及下流。其中「少女與狗」已經於2010年7月被政府拆除。

## 附近街道
- 戀愛巷
- 茨林圍